# Giovanni Panico
Giovanni Panico, italijanski rimskokatoliški duhovnik, škof in kardinal, * 12. april 1895, Tricase, † 7. julij 1962.

## Življenjepis
14. marca 1919 je prejel duhovniško posvečenje.
17. oktobra 1935 je bil imenovan za naslovnega nadškofa Iustiniana Prime in za apostolskega delegata v Avstraliji; 8. decembra istega leta je prejel škofovsko posvečenje.
28. septembra 1948 je bil imenovan za apostolskega nuncija v Peruju, 14. novembra 1953 za apostolskega delegata v Kanadi in 25. januarja 1959 za apostolskega nuncija na Portugalskem.
Leta 1962 je postal uradnik v Rimski kuriji.
19. marca 1962 je bil povzdignjen v kardinala in imenovan za kardinal-duhovnika S. Teresa al Corso d'Italia.